# Lifuella articulata
Lifuella articulata är en mossdjursart som först beskrevs av Philipps 1900.  Lifuella articulata ingår i släktet Lifuella och familjen Phidoloporidae. Inga underarter finns listade i Catalogue of Life.